# Federação Brasileira de Football (1933)
A Federação Brasileira de Football foi um órgão dirigente do futebol do Brasil, com sede no Rio de Janeiro, fundado em 1933 pela Associação Paulista de Esportes Atléticos e pela Liga Carioca de Football.

## História

### Antecedentes
Embora os debates sobre amadorismo e profissionalismo do futebol tiveram grande repercussão no Brasil ao longo da década de 1920, a profissionalização da modalidade ganharia impulso apenas a partir da década seguinte.
No Rio de Janeiro, então capital da República, dirigentes de Fluminense, Bangu e América estudaram regulamentações de outros países para fundamentar o estatuto para uma nova liga de profissionais. Assim que foi tornada pública, a proposta de profissionalizar o futebol carioca foi refutada por dirigentes de Botafogo, Flamengo e São Cristóvão, mas ganhou a simpatia do Vasco, que se uniu a América, Bangu e Fluminense para fundar a Liga Carioca de Football em janeiro de 1933.
A criação da primeira associação de futebol profissional no país reverberou em São Paulo, onde o tema já havia provocado em 1925 uma cisão na Associação Paulista de Esportes Atléticos, ainda que o resultado não tenha alterado a situação dos atletas locais. O receio de perder jogadores atraídos pela recém-fundada liga profissional carioca levou a APEA a alterar seu estatuto jurídico para possibilitar que seus filiados se profissionalizassem.
Mas a adoção do profissionalismo contrariava a Confederação Brasileira de Desportos, que não estava disposta a abandonar o amadorismo formal. Por conta disso, os dirigentes da LCF e da APEA trabalharam em conjunto para fundar uma entidade nacional que respaldasse o futebol profissional no país.

### Fundação
A Federação Brasileira de Football nasceu oficialmente em 26 de agosto de 1933. Seus delegados aprovaram o Rio de Janeiro como sede da nova entidade, bem como a escolha do médico paulista Sérgio Meira como primeiro presidente da federação.
Para se contrapor ao Campeonato Brasileiro de Seleções Estaduais da CBD, a FBF ambicionava a criação de um campeonato nacional exclusivamente para clubes de futebol profissional. Entre maio e dezembro de 1933, a FBF organizou um torneio entre clubes do Rio e São Paulo, torneio este que foi a origem do Rio–São Paulo que seria, ao longo da década de 1950 e início de 1960, uma dos mais tradicionais do futebol brasileiro, o Torneio Rio-São Paulo de 1933 também ficou marcado por ser a primeira competição da era do profissionalismo do futebol brasileiro. Ao final daquele ano, a FBF organizou seu próprio Campeonato Brasileiro de Seleções Estaduais, com a participação de selecionados do Distrito Federal, de São Paulo, do Rio de Janeiro, de Minas Gerais e do Paraná, os três últimos também com suas associações de futebol profissional filiadas à federação.
Diante do potencial de afirmação tanto da FBF e quanto do futebol profissional no cenário nacional, a CBD buscou enfraquecer a entidade rival a partir de São Paulo, com o aliciamento de Palestra Itália e Corinthians, os dois clubes mais importantes do estado, para a criação de uma nova Liga Paulista dissidente da APEA e defensora dos princípios amadores.
Por conta do racha entre CBD e FBF, a preparação e a participação do selecionado nacional na segunda edição da Copa do Mundo FIFA, na Itália, ficou bastante comprometida. Sem contar com atletas profissionalizados da federação, cuja superioridade técnica era indiscutível, coube a CBD formar um plantel com seus melhores jogadores amadores. O resultado foi a eliminação da Seleção Brasileira logo na primeira fase do Mundial.

### Reaproximação com a CBD
Após o retorno da delegação brasileira participante dos Jogos Olímpicos de 1936, cresceu o movimento pela descentralização da Confederação Brasileira de Desportos e pelo fortalecimento das federações esportivas específicas para cada modalidade. Embora refutasse a proposta, a CBD não tinha forças para conter a ideia.
Aproveitando a paralisação temporária dos campeonatos da Liga Carioca e da Federação Metropolitana de Desportos em 1937, Pedro Magalhães Correa (presidente do América) e Pedro Novaes (presidente do Vasco) propuseram aos dirigentes da entidade amadora do Distrito Federal a criação de uma única associação de futebol que admitisse o profissionalismo. Com o apoio dos principais clubes cariocas de ambas entidades, a proposta foi formalizada a criação da Liga de Football do Rio de Janeiro em 29 de julho de 1937.
A pacificação entre as correntes conflitantes cariocas também previa a reformulação das relações entre as entidades futebolísticas em escala federal. Isto é, a Federação Brasileira de Football seria reconhecida como gestora do futebol nacional e seria filiada à Confederação Brasileira de Desportos.

### Extinção
No entanto, o Estado Novo editou o Decreto-Lei 3.199 de 14 de abril de 1941, que não apenas regulamentava legalmente, como consolidava o centralismo da gestão desportiva no país, desta vez sob tutela do Conselho Nacional de Desportos.
Em seu artigo 15, o decreto reconhecia a existência de seis entidades submetidas ao conselho: a Confederação Brasileira de Basket-ball, a Confederação Brasileira de Pugilismo, a Confederação Brasileira de Vela e Motor, a Confederação Brasileira de Esgrima, a Confederação Brasileira de Xadrez e, finalmente, a Confederação Brasileira de Desportos, que compreenderia "o foot-ball, o tenis, o atletismo, o remo, a natação, os saltos, o water-polo, o volley-ball o hand-ball, e bem assim quaisquer outros desportos que não entrem a ser dirigidos por outra confederação especializada ou eclética". Ou seja, como decorrência direta do decreto-lei do Governo Vargas, a Federação Brasileira de Football deixou de existir.
A nova legislação desportiva também estipulava que cada estado tivesse uma única federação para cada modalidade. Com isso, não seriam mais toleradas cisões entre ligas e associações de futebol estaduais e, por fim, elas foram refundadas de maneira padronizada (por exemplo, Federação Paulista de Futebol, Federação Gaúcha de Futebol, Federação Pernambucana de Futebol, e assim por diante).